# Ard-Galen
En el universo imaginario de J. R. R. Tolkien, Ard-Galen es una enorme y verde llanura ubicada al norte de Dorthonion y Lothlann, al oeste de las Ered Wethrin al este de las Montañas Azules. Es, en su extremo occidental en las Montañas de la Sombra, donde tiene sus fuentes el río Sirion. 
Zona en disputa entre Morgoth y los Noldor de Fingolfin y Maedhros. En los comienzos de la Tierra Media, Morgoth era dueño y señor de ese territorio, pero cuando este fue encadenado y hecho prisionero de los valar, la yerma y fría llanura reverdeció y fue zona de caballos salvajes. Muchos de los progenitores de esos caballos provenían de Valinor y sirvieron con eficacia a las fuerzas de los elfos.
En el 450 de la Primera Edad del Sol. Morgoth asoló la llanura con fuegos del Thangorodrim en la Batalla de la Llama Súbita, por lo que esa región quedó absolutamente desolada y yerma por lo que se la llamó Anfauglith («polvo asfixiante»).

## Haudh-en-Ndengin
Haudh-en-Ndengin («Colina de los Muertos»), también llamada Haudh-en-Nírnaeth («Colina de las Lágrimas»), fue levantada con los cadáveres de todos los caídos en la «Batalla de las Lágrimas Innumerables», con el fin de aterrorizar a cualquier sobreviviente o prisionero de Angband. Se dice que a pesar de ello allí creció la hierba y ningún orco se atrevió a horadar ese lugar «donde las espadas enterradas de los eldar y los edain se desmenuzaban en herrumbre».
- Datos: Q3241398